# Le Jour où je l'ai rencontrée
Pour plus de détails, voir Fiche technique et Distribution.
Le Jour où je l'ai rencontrée (The Art of Getting By) est une comédie romantique américaine réalisée par Gavin Wiesen (de) sortie en 2011.
Le DVD est sorti en France le 5 septembre 2012.

## Synopsis
George, un adolescent intelligent et solitaire a poursuivi ses études jusqu'en terminale, et ce malgré le fait qu'il n'ait jamais rendu un seul de ses devoirs. Il rencontre Sally, la reine de beauté de l'école qui cache sa mélancolie derrière le masque de la popularité. Un étrange lien va se nouer entre eux.

## Fiche technique
- Titre alternatif : L'Art de plaire.

## Distribution
Légende : Version Française = VF[réf. nécessaire] et Version Québécoise = VQ
- Freddie Highmore (VF : Thibaut Delmotte ; VQ : Nicolas Bacon) : George Zinavoy
- Emma Roberts (VF : Claire Tefnin ; VQ : Kim Jalabert) : Sally Howe
- Michael Angarano (VQ : Philippe Martin) : Dustin
- Rita Wilson (VF : Manuela Servais ; VQ : Johanne Garneau) : Vivian Sargent
- Sam Robards (VF : Olivier Cuvelier ; VQ : Daniel Picard) : Jack Sargent
- Elizabeth Reaser (VQ : Pascale Montreuil) : Charlotte Howe
- Blair Underwood (VQ : Gilbert Lachance) : Principal Martinson
- Alicia Silverstone : Miss Herman
- Ann Dowd : Mme Grimes
- Sasha Spielberg : Zoe Rubenstein